# Wude (etik)

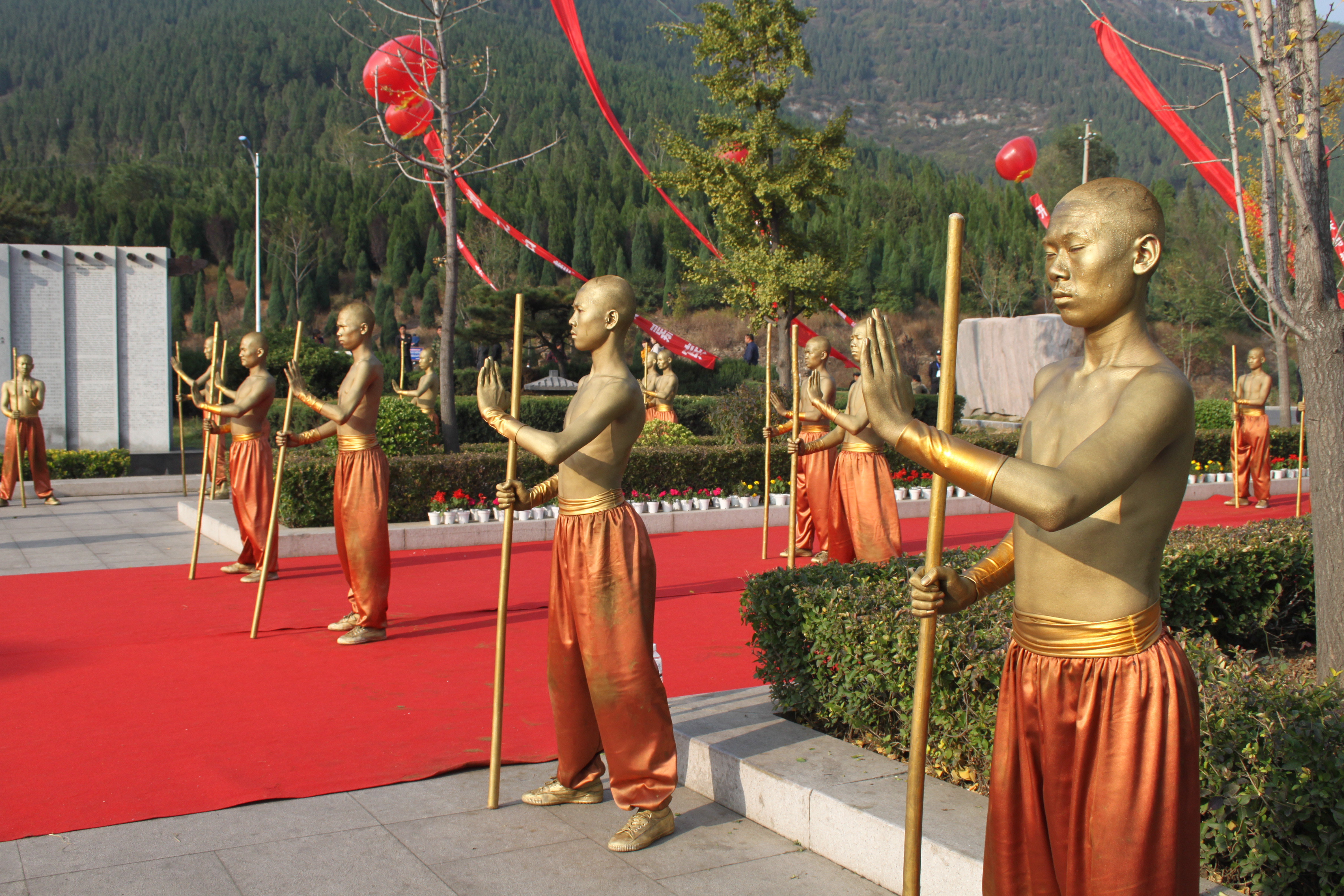
Munkar i ett shaolintempel under en wushufestival

Wude (武 德) är ett begrepp inom kinesisk krigskonst eller wushu, som kan översättas till krigisk (wu) moral (de).  Detta då  wushu enligt vissa inte endast är självförsvar, utan också mental träning och etik. Wude är närbesläktat med taoism, buddhism, konfucianism och har även hämtat inspiration från Sun Tzus bok Krigskonsten. 

## De 13 dygderna
De 13 dygderna är indelade i tre kategorier: sinnets dygder, handlingarnas dygder och de förväntade dygderna. Sinnets dygder fokusera inåt, medan handlingarnas dygder på beteende gentemot medmänniskor. De förväntade dygderna är förväntningar som åläggs människor. 

### Sinnets dygder
- Ambition (意志 Yi Zhi) att sätta upp inre mål och arbeta liksom överkomma hinder för att nå dem.
- Uthållighet (忍耐 Ren Nai) att härda ut genom svåra tider och inte ge upp.
- Ihärdighet (毅力 Yi Li) att ha en stark vilja och att anstränga sig för att nå sina mål.
- Tålmodighet (耐心 Nai Xin) att vara lugn, uppmärksam och invänta den rätta tidpunkten för att agera.
- Mod (勇敢 Yong Gan) att vara villg att möta rädslor liksom utmaningar.

### Handlingarnas dygder
- Blygsamhet (谦虚 Qian Xu) att behandla andra med respekt och värdighet, även om man är överlägsen eller står högre i rang. Blygsamhet är också en av de tre förväntade dygderna.
- Respekt (尊敬 Zun Jing) att behandla andra med aktning och värdighet samt att ta hänsyn till andra människors behov liksom åsikter. Respekt anses vara närliggande till empati.
- Rättvisa (正义 Zheng Yi) att agera rättmätigt, rättvist och sanningsenligt.
- Sanningsenlighet (信用 Xin Yong) att vara pålitlig liksom trovärdig.
- Lojaliet (忠诚 Zhong Cheng) att vara lojal mot sin tränare, mästare eller lärlingar.

### De förväntade dygderna
- Medlidande (慈悲 Cí Bei) anses vara den viktigaste av alla wude, då den är grunden för alla handlingar och beslut en kampsportsutövare behöver göra. Medlidande handlar inte bara om att behandla andra med värdighet och respekt, utan också att ha en läkande eller helande inställning även i svåra situationer gentemot andra.
- Självbehärskning (自制 Zì Zhì) anses vara viktig för att kampsportsutövaren ska kunna agera lugnt och kontrollerat i stressande i situationer.
- Blygsamhet (谦虚 Qian Xu) utöver att behandla andra människor med värdighet och respekt, handlar blygsamhet också om att inte överskatta sig själv, sina kunskaper eller förmågor. I begreppet inbegrips också att inte ta sig själv på för stort allvar så man tappar kontakten med verkligheten.[1]

## I populärkultur
I spelet Shenmue II lär sig huvudkaraktären Ryo Hazuki om wude.